# Kumurago
Kumurago är ett periodiskt vattendrag i Burundi.   Det ligger i provinsen Rutana, i den centrala delen av landet, 110 kilometer sydost om huvudstaden Bujumbura.
I omgivningarna runt Kumurago växer huvudsakligen savannskog. Runt Kumurago är det ganska tätbefolkat, med 80 invånare per kvadratkilometer.